# Verwaltungsgemeinschaft Salzwedel Stadt
Die Verwaltungsgemeinschaft Salzwedel Stadt war eine Verwaltungsgemeinschaft im sachsen-anhaltischen Altmarkkreis Salzwedel, die am 1. Januar 2003 durch Eingemeindung der Mitgliedsgemeinden Brietz, Dambeck und Mahlsdorf in die Stadt Salzwedel aufgelöst wurde. Salzwedel gehörte auch dieser VG an, wurde aber noch am gleichen Tag Einheitsgemeinde und gehört seitdem keiner VG mehr an.